# CA Vélez Sarsfield
Der Club Atlético Vélez Sarsfield ist ein Sportverein aus der argentinischen Hauptstadt Buenos Aires. Die wichtigste Abteilung ist die Fußballabteilung. Daneben unterhält der Verein 17 weitere Abteilungen.

## Geschichte
Der Verein wurde am 1. Januar 1910 als Club Atlético Argentinos de Vélez Sarsfield gegründet. 1913 wurde der Name auf Club Atlético Vélez Sarsfield verkürzt. (Die Eigenschreibweise des Clubs ist ohne Akzent im Wort Sarsfield) Benannt wurde der Club nach Dalmacio Vélez Sársfield. Dieser war Politiker und Jurist, er schrieb die Verfassung von Buenos Aires und arbeitete an Argentiniens erstem bürgerlichen Gesetzbuch mit.

## Fußballabteilung
Die größten Erfolge der Fußballabteilung datieren aus dem Jahr 1994, als unter dem Trainer Carlos Bianchi und mit dem Welttorhüter José Luis Chilavert die Copa Libertadores und der Weltpokal gewonnen wurden.
Ab 2009 wurde El Fortín von Ricardo Gareca trainiert. Gareca spielte von 1989 bis 1992 noch aktiv für die Blau-Weißen, knapp 20 Jahre später kehrte Gareca als Trainer zu Vélez Sarsfield zurück und läutete eine der erfolgreichsten Etappen der Klubgeschichte ein. Gareca führte seine Mannschaft zu vier Meistertiteln (Clausura 2009, Clausura 2011, Inicial 2012, dazu das Superfinal 2012/13), zu einer Vizemeisterschaft (Apertura 2010) und zum Supercopa-Sieg 2013. 2014 übernahm José Oscar Flores das Traineramt.

## Aktueller Mannschaftskader
Stand: 5. Januar 2025
| Nr. |             | Position | Name               |
| --- | ----------- | -------- | ------------------ |
| 1   | Argentinien | TW       | Tomás Marchiori    |
| 2   | Argentinien | AB       | Emanuel Mammana    |
| 3   | Argentinien | AB       | Elías Gómez        |
| 4   | Argentinien | AB       | Joaquín García     |
| 6   | Argentinien | AB       | Aarón Quirós       |
| 7   | Uruguay     | ST       | Michael Santos     |
| 9   | Argentinien | ST       | Braian Romero      |
| 11  | Argentinien | ST       | Matías Pellegrini  |
| 12  | Uruguay     | TW       | Randall Rodríguez  |
| 14  | Argentinien | AB       | Augustín Lagos     |
| 17  | Uruguay     | ST       | Rodrigo Piñeiro    |
| 20  | Argentinien | ST       | Francisco Pizzini  |
| 23  | Argentinien | AB       | Patricio Pernicone |
| 26  | Argentinien | MF       | Augustín Bouzat    |
| 27  | Argentinien | ST       | Thiago Fernández   |

| Nr. |             | Position | Name              |
| --- | ----------- | -------- | ----------------- |
| 28  | Argentinien | ST       | Maher Carrizo     |
| 31  | Argentinien | AB       | Valentín Gomez    |
| 32  | Argentinien | MF       | Christian Ordóñez |
| 34  | Argentinien | AB       | Damián Fernández  |
| 36  | Argentinien | MF       | Álvaro Montoro    |
| 37  | Argentinien | AB       | Tomás Cavanagh    |
| 42  | Argentinien | TW       | Lautaro Garzón    |
|     | Uruguay     | ST       | Thiago Vecino     |
|     | Argentinien | AB       | Miguel Brizuela   |
|     | Argentinien | AB       | Yago De Vito      |
|     | Argentinien | MF       | Mateo Seoane      |
|     | Argentinien | ST       | Mateo Pellegrini  |
|     | Argentinien | MF       | Santiago Coronel  |
|     | Argentinien | MF       | Franco Vega       |

## Erfolge
- Copa Libertadores: 1994
- Weltpokal: 1994
- Copa Interamericana: 1995
- Supercopa Sudamericana: 1996
- Recopa Sudamericana: 1997
- Argentinische Meisterschaft Primera División (11): Nacional 1968, Clausura 1993, Apertura 1995, Clausura 1996, Clausura 1998, Clausura 2005, Clausura 2009, Clausura 2011, Inicial 2012, Primera División 2012/13, Primera Division 2024
- Argentinischer Superpokalsieger: 2013

## Stadion

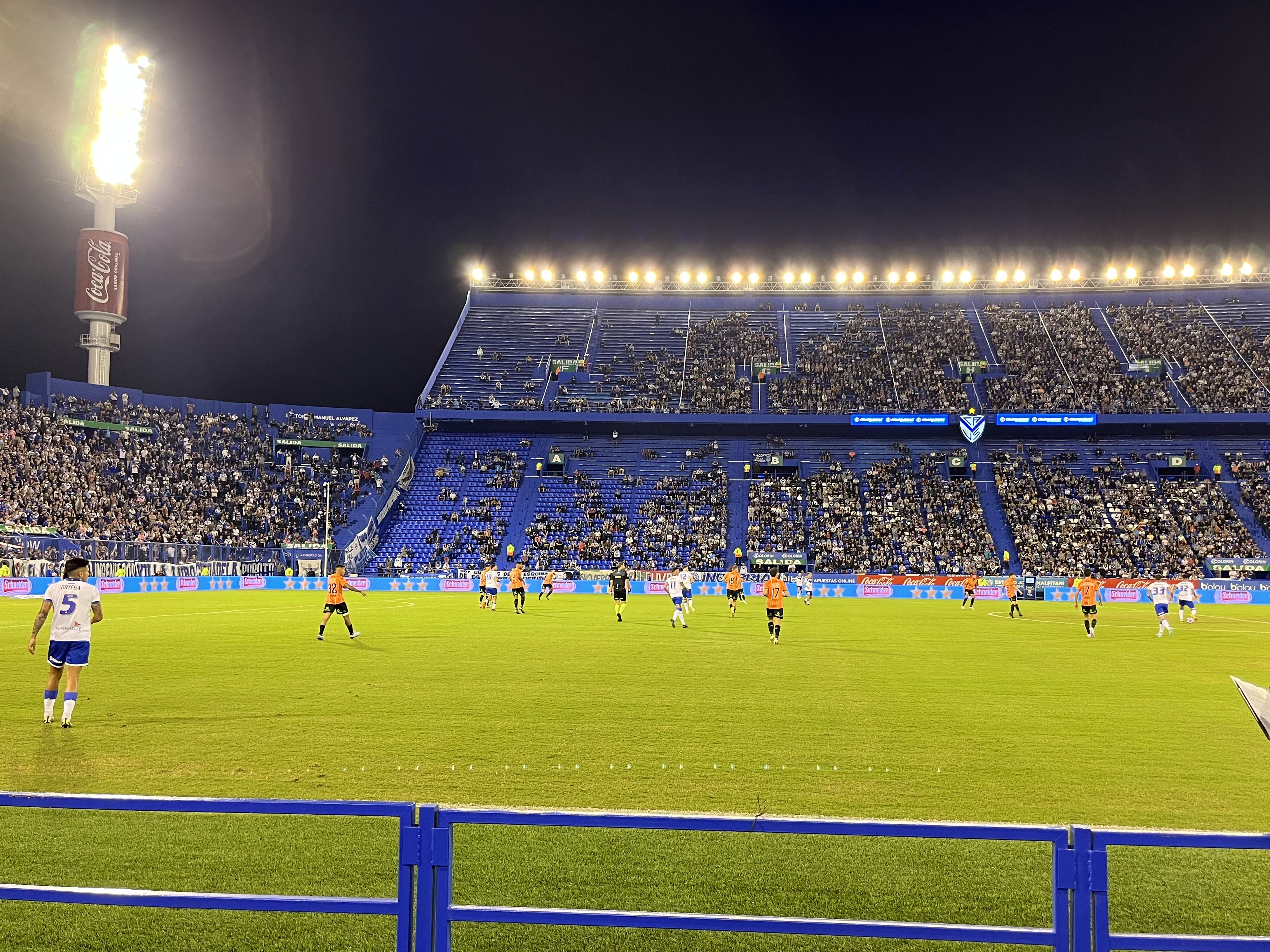
Das Estadio José Amalfitani, Heimat vom CA Velez Sarsfield (2023)

Das Heimstadion von CA Vélez Sarsfield ist das Estadio José Amalfitani in Av. Juan B. Justo 9200 im Stadtteil Liniers in Buenos Aires. Es wurde nach José Amalfitani benannt, der mehr als 30 Jahre Vereinspräsident war. Das Stadion hat eine Kapazität von 49.747 Plätzen und war eine Spielstätte der Fußball-Weltmeisterschaft 1978.
Bei diesem Weltchampionat fanden im Estadio José Amalfitani drei Spiele der Vorrundengruppe C (Österreich gegen Spanien 2:1, Österreich gegen Schweden 1:0 und Spanien gegen Schweden 1:0) statt. Weiterhin war es Austragungsort einiger Spiele bei den Junioren-Weltmeisterschaften 2001.

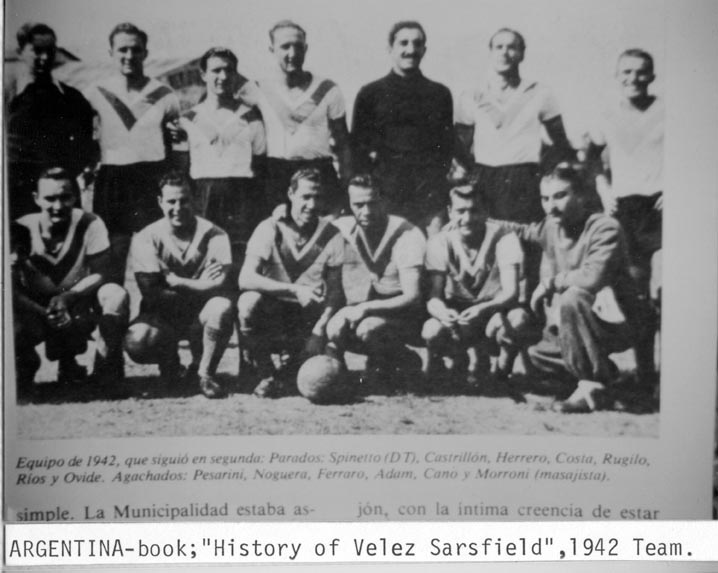
Team von Vélez Sarsfield aus dem Jahr 1942

## Trainer
- Alfio Basile (1984–1986, 1989–1990)
- Marcelo Bielsa (1997–1998)
- Edgardo Bauza (2001–2002)

## Spieler
- Ricardo Álvarez
- José Horacio Basualdo
- Carlos Bianchi
- José Luis Chilavert
- José Luis Cuciuffo
- Julio Falcioni
- Sergio Goycochea
- Jonás Gutiérrez
- Federico Insúa
- Ermindo Onega
- Nicolás Otamendi
- Mauricio Pellegrino
- Waldo Ponce
- Nery Pumpido
- Óscar Ruggeri
- Diego Simeone
- Sergio Zárate
- Alexandre de Carvalho Kaneko